# Tripo Balović
Tripo Balović (1684. – 1763.), peraški sudac i pomorski povjesničar iz Perasta

## Životopis
Rođen u hrvatskoj patricijskoj obitelji iz Perasta Balovićima. Sin Matije, brat Julija, Krsta, Ivana, Marka i Martina.
Bio je sudac u Perastu. Istaknuo se djelovanjem u mletačkoj ratnoj mornarici u vremenu od 1717. do 1747. godine.
Pisao je o zavičajnoj pomorskoj povijesti. Povijesni prinos Tripa Balovića je popis izgubljenih peraških brodova i zapisi o sukobima Peraštana i Ulcinjana iz razdoblja od 1719. do 1755. godine.